# Needham (Massachusetts)
Needham je město v okrese Norfolk County v Massachusetts ve Spojených státech amerických. Je jedním z předměstí Bostonu, při sčítání lidu roku 2020 jeho populace činila 32 091 obyvatel.

## Geografie
Podle United States Census Bureau má město celkovou plochu 32,9 km², z toho 32,7 km² pevniny a 0,2 km² vodní plochy.
Území Needhamu má tvar ostrého trojúhelníku. Řeka Charles tvoří většinu jižní a severovýchodní hranice, hranici s Wellesley tvoří severozápadní část. Kromě Wellesley na severozápadě sousedí Needham s Newtonem a částí West Roxbury, součástí Bostonu, na severovýchodě a s Doverem, Westwoodem a Dedhamem na jihu. Většina Cutler Parku se nachází v Needhamu. Nadmořská výška v Needhamu se pohybuje od 27 metrů nad mořem v oblasti Rosemary Meadows po 60 m n. m. v Needham Square a až 100 m n. m. na Bird's Hill.